# Rue de la Paix
La Rue de la Paix (antiguamente Rue Napoléon) es una calle situada en los distritos I y II de París, Francia.

## Situación
La Rue de la Paix une la Place Vendôme y la Place de l'Opéra, donde se sitúa la Ópera Garnier. Situada en un barrio prestigioso de la capital, contiene principalmente joyerías lujosas como Cartier, Van Cleef & Arpels o Mellerio, tiendas de lujo, grandes hoteles y palacios como el Hôtel Westminster y el Park Hyatt. 
Esta calle es servida por la estación Opéra del Metro de París.

## Historia

### Convento de las Capuchinas
La orden de las clarisas capuchinas fue introducida en Francia por la reina Luisa de Lorena, quien deseaba crear un convento en Bourges para ser enterrada allí. Tras su muerte, el 29 de enero de 1601, legó a su hermano Felipe Manuel de Lorena, duque de Mercœur, una suma de 60 000 libras para construirlo, pero este murió en febrero de 1602.
Por las patentes reales del 8 de junio de 1602, Enrique IV autorizó a su viuda, María de Luxemburgo, duquesa de Étampes y de Penthièvre, a construir un convento de capuchinas, pero en París en lugar de Bourges. En una bula de septiembre de 1603, el papa Paulo V autorizó la creación en París del convento, bajo el nombre de Hijas de la Pasión (Filles de la Passion). María de Luxemburgo decidió instalar a las religiosas en el Hôtel du Perron, o de Retz, en el Faubourg Saint-Honoré, que le pertenecía, con la ayuda de su hermanastro, el Padre Ange de Joyeuse, capuchino y hermano del duque Anne de Joyeuse, esposo de Marguerite de Lorraine, hermana de Luisa de Lorena. La construcción del convento empezó el 29 de junio de 1604 y la capilla se inauguró en junio de 1606. 
El convento de las capuchinas ocupaba entonces una mitad de la actual Place Vendôme. Para construir esta plaza unos ochenta años más tarde, se tuvo que derribar este convento. Luis XIV ofreció a las religiosas reconstruir a sus expensas un nuevo convento. Se ofreció el proyecto de la fachada de la iglesia al arquitecto real Jules Hardouin-Mansart el 6 de abril de 1686. Las obras fueron supervisadas por Francisco II de Orbay. Pero rápidamente este primer proyecto fue cambiado para tener en cuenta la perspectiva de la nueva plaza y el portal del Convento de las Feuillants que se encontraba frente a él, al otro lado de la plaza. El 9 de lujo de 1686 se puso la primera piedra del nuevo convento. Las religiosas se instalaron aquí el 2 de julio de 1688. La nueva iglesia fue consagrada a San Luis el 27 de agosto de 1689.
Pero para reconstruir el nuevo convento, François Michel Le Tellier, marqués de Louvois exigió al empresario Maurice II Gabriel (1632-1693) reutilizar los materiales del antiguo edificio. En 1720, el portal de la iglesia estaba ya muy degradado, probablemente a causa de la elección de Louvois de construir el convento sobre escombros de yeso. El portal fue reconstruido en 1721-1722 según el proyecto de Sébastien-Antoine Slodtz (1695-1754) con esculturas de François-Antoine Vassé (1681-1736). Al arquitecto Jacques-François Blondel no le gustaba la iglesia. El portal sería restaurado de nuevo en 1755.
Durante la Revolución Francesa, se encargó a los funcionarios municipales la tarea de expulsar a las religiosas y el 14 de junio de 1790 las hermanas abandonaron el convento. Por el decreto del 7 de septiembre de 1792, el convento se convirtió en el Hôtel des Monnaies, donde se imprimían los asignados. En la iglesia profanada el físico Étienne-Gaspard Robertson presentó espectáculos de fantasmagoría con la ayuda de una linterna mágica llamada fantascope. En 1800, el circo de Antonio Franconi ocupó el antiguo convento.

### Apertura de la Rue de la Paix

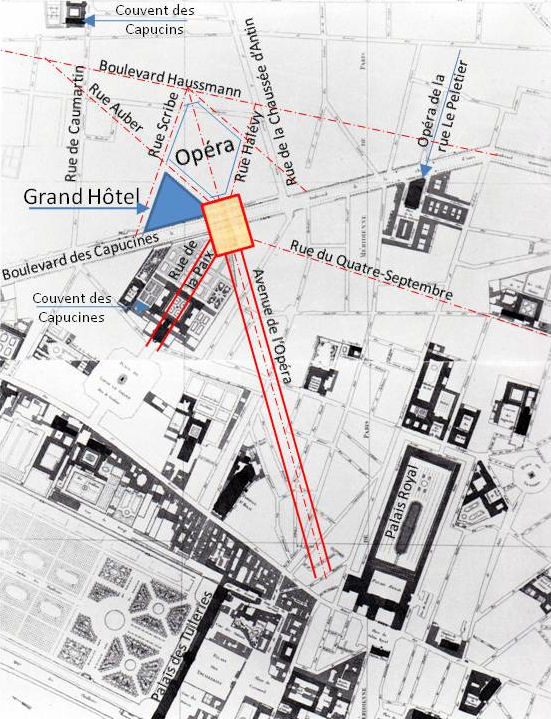
Mapa de las calles alrededor de la Ópera de París.

En 1685, se creó delante de las murallas de Fossés-Jaunes una calle que rodeaba el jardín del convento de las capuchinas (actualmente Boulevard des Capucines). El desarrollo del barrio se estimuló con la Rue de la Chaussée-d'Antin, construida a partir de 1720, posteriormente llamada Rue de Caumartin en 1779. El pantano de Porcherons, o de Mathurins, se urbanizó entre 1768 y 1793.
El decreto del 19 de febrero de 1806 aprobó la apertura de la Rue de la Paix, con el nombre de Rue Napoléon, entre la Place Vendôme y el Boulevard des Capucines. Este decreto preveía también la creación de la Rue Daunou (entonces Rue Neuve-Saint-Augustin), que es perpendicular a la Rue de la Paix. El decreto precisaba que debía ser la calle más bonita de París y que se debía erigir una columna en la Place Vendôme con el bronce de los cañones capturados en la Batalla de Austerlitz, según el modelo de la Columna de Trajano de Roma. La calle cambió su nombre por el de Rue de la Paix el 30 de mayo de 1814, para celebrar la nueva paz negociada en Europa.

### Destrucción del convento de las capuchinas
La calle se abrió tras la destrucción del convento de las capuchinas debido a las confiscaciones de bienes eclesiásticos durante la Revolución Francesa. Entonces, algunos personajes célebres habían sido enterrados (a veces solo una parte de sus restos mortales, como el corazón) en la iglesia del convento. Entre estos dignitarios, se encuentran François Michel Le Tellier de Louvois, Gilbert Colbert de Saint-Pouange, la marquesa de Pompadour o el duque de Créquy, hermano del mariscal François de Créquy. Se estima que las ocho capillas donde se encontraban las tumbas, que bordeaban por los dos lados la nave, se sitúan actualmente entre la calzada y la acera, al nivel de los inmuebles erigidos al comienzo de la Rue de la Paix, del número 2 al 6, incluyendo los números impares.
Los osarios colocados en el claustro y la iglesia de los capuchinos durante la edificación de la Rue de la Paix, fueron trasladados el 29 de marzo de 1804 a las Catacumbas de París, en su osario particular. La reina Luisa de Lorena, fundadora del convento, fue trasladada al Cementerio de Père-Lachaise en 1806, posteriormente a la Basílica de Saint-Denis en 1817. En 1864, durante la construcción de una cloaca, se descubrieron y guardaron tres féretros: el de Enriqueta Catalina de Joyeuse, la duquesa de Mercœur y Louvois. Pero según el historiador Jacques Hillairet, el de Madame de Pompadour no fue exhumado. El escritor Michel de Decker evoca el devenir de la marquesa en su obra: 

Así es como Juana-Antonieta, en su tumba, duerme todavía hoy bajo el pavimento de la antigua Rue Napoléon (convertida Rue de la Paix en 1814) y sin duda delante del edificio que lleva el número tres

.

### Primeras construcciones

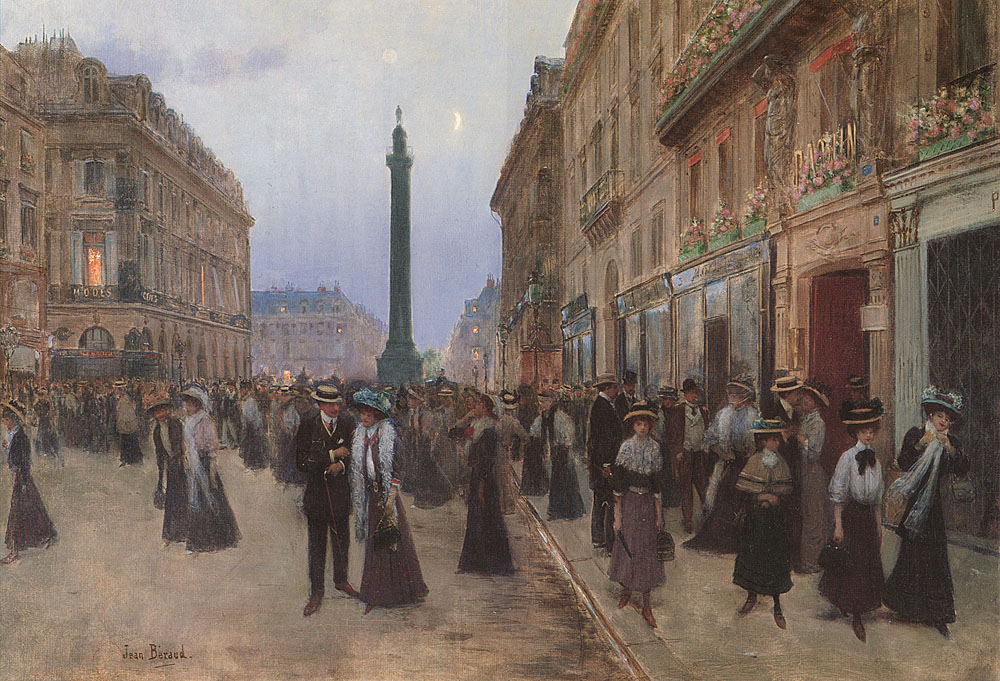
La calle pintada por Jean Béraud (ca.1900).

La calle fue terminada durante el reinado de Luis Felipe. Marie-Antoine Carême (1784-1833) abrió aquí su primera pastelería antes de trabajar en las mejores cocinas de Europa y las de los nuevos ricos de París.
La Rue de la Paix serviría como lugar de paso para las diferentes delegaciones extranjeras que iban al Palacio de las Tullerías. A partir de 1861, la reorganización del barrio alrededor de la nueva Ópera de París lo convertirá en el lugar del comercio de lujo.
El diseñador de moda Charles Frederick Worth tenía su tienda de ropa en el número 7.

## Edificios destacados

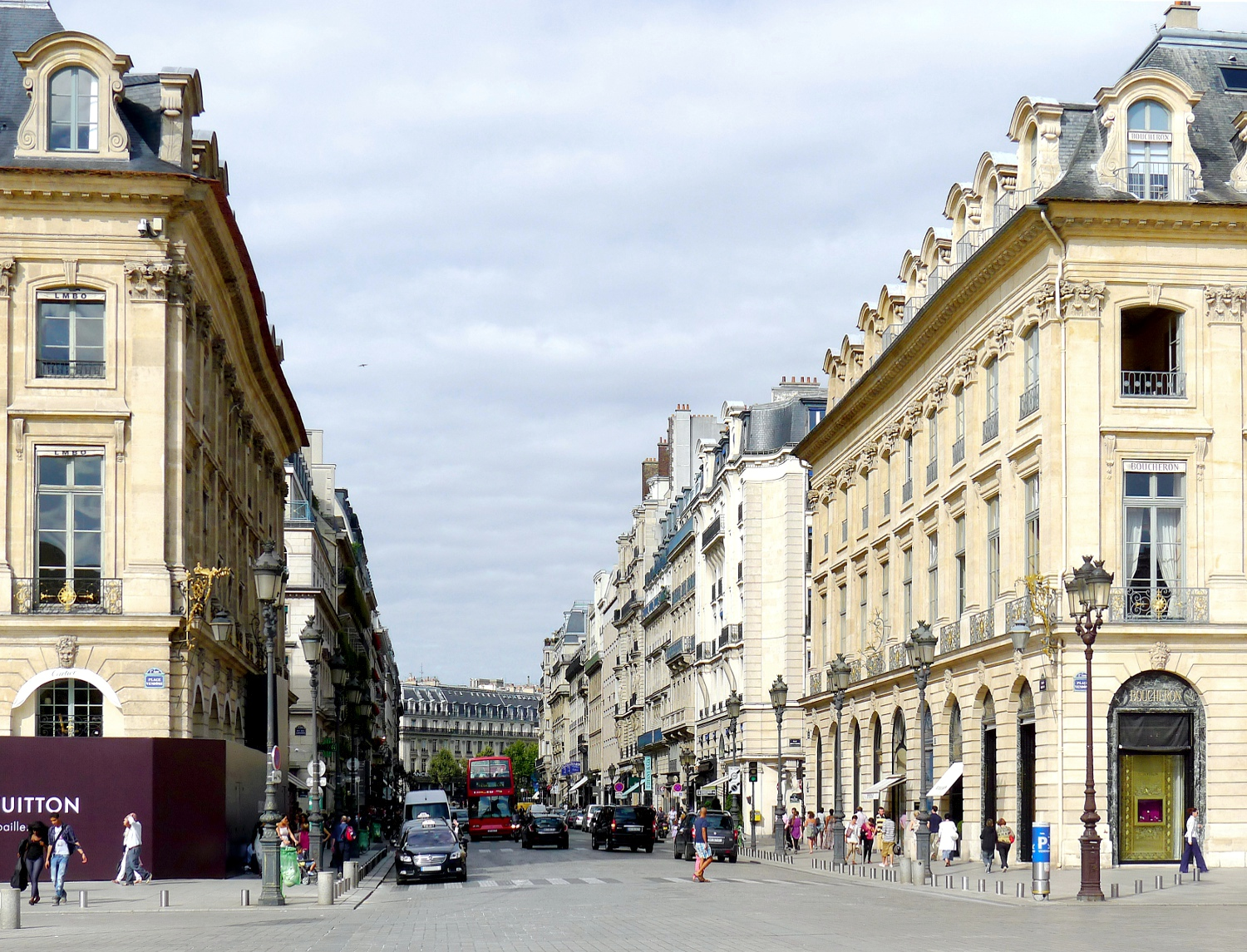
La Rue de la Paix vista desde la Place Vendôme en dirección a la Place de l'Opéra.

- N° 3: La tienda de alta costura Paquin se instaló en el 3 de la Rue de la Paix en 1891. En su apogeo, la empresa tenía casi 2700 empleados antes de cerrar definitivamente sus puertas en 1956 a causa de grandes dificultades financieras.
- Nº 4: El arquitecto y decorador Louis Süe (1875-1968) construyó aquí con André Mare, la tienda de joyería y orfebrería de Robert Linzeler (1872-1941), en 1923.
- Nº 8: Durante el reinado de Luis Felipe y el Segundo Imperio, emplazamiento del Hôtel-meublé Mirabeau y de la tienda del editor Amyot. El inmueble actual es de 1867, fecha en la cual fue reconstruido. En 1927, el perfumista Roger&Gallet hizo aquí el escaparate de su tienda en cemento Lap.
- Nº 9 : Ubicación de la joyería Mellerio.
- Nº 17 : Ubicación de la confitería-pastelería Carême en 1830 y en 1923 de la perfumería d'Orsay, diseñada por el arquitecto decorador Louis Süe (1875-1968) y sus asociados, el pintor André Mare y el herrero Richard Georges Desvallières.
- Nº 19 : Aquí se encontraba la joyería de Gustave Baugrand (1826-1870), protector de la actriz Marie Delaporte (1838-1910), y proveedor de Napoleón III.
- Nº 20 : Ubicación de la tienda de novedades À la belle anglaise que abrió en 1824, se convirtió posteriormente en el hotel de Hollande, luego la tienda de perfumes de Richard Hudnut, entre otras.
- Nº 21 : Ubicación de una sala donde N. Kaufmann, músico alemán natural de Dresde, hizo escuchar hacia 1817 en fiestas musicales sus invenciones: el bellonéon, el cordaulodion, el harmonicorde y la trompeta automática con doble sonido.[8][9] El edificio devint ensuite, hacia 1824, la maison Doucet especializada en la venta de lencería para hombres y frivolidades para mujeres.
- Nº 22 : Aquí se situaba el Hôtel-meublé des Îles britanniques en 1860.
- Nº 23 : Ubicación de la tienda de moda Caroline Reboux
- Nº 25 : Ubicación del Hôtel-meublé de Douvres en 1862.

## La Rue de la Paix en la cultura

### Monopoly
En Francia, esta calle es conocida por ser la más cara del juego social Monopoly desde la concepción del juego en 1935. Esto también es cierto en la calle real, cuyo precio en m² se ha estimado en 2015 en 17150 euros.
También ha dado su nombre al juego Rendez-vous rue de la Paix.

### Canción
Ha inspirado una canción con el mismo nombre de Zazie.

### Cine
Una secuencia de la película de Josiane Balasko, Cliente (2008), fue rodada en la Rue de la Paix.